# Hugh Ragin

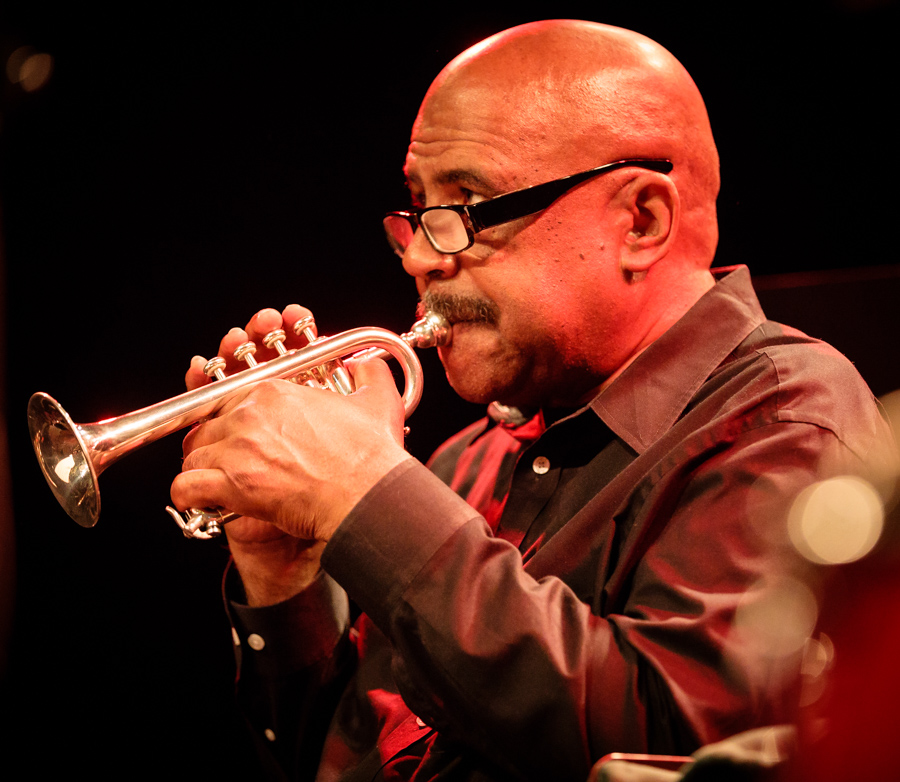
Hugh Ragin (2017)

Hugh Ragin (* 9. April 1951 in Houston, Texas) ist ein US-amerikanischer Trompeter (Trompete, Piccolo-Trompete, Flügelhorn) des Creative Jazz.

## Leben und Wirken
Ragin wuchs in seiner Geburtsstadt auf und begann als Teenager im Houston All-City High School Orchestra Trompete zu spielen, mit der er durch Großbritannien tourte. Nach seinem Bachelor-Universitätsabschluss in Musikpädagogik an der University of Houston und dem Master-Abschluss für Trompetenspiel an der Colorado State University nahm er 1978 an einem Workshop in Woodstock bei Roscoe Mitchell teil und arbeitete im folgenden Jahr in Deutschland bei Mitchell und Wadada Leo Smith, trat mit ihnen auf dem Jazzfestival Moers auf und tourte dann mit Anthony Braxton.
1980 begann seine langjährige Zusammenarbeit mit David Murray, als er mit dem Cellisten Abdul Wadud und dem Bassisten Fred Hopkins in Murrays schlagzeuglosem Quartett spielte (The People's Choice). Ragin ist außerdem zu hören auf Murray-Alben wie Picasso (DIW, 1992), Dark Star (1996) und Speaking In Toungues (Enja, 1998). Außerdem spielte der Trompeter zwischen 1991 und 1996 bei Murrays Bigband-Projekten wie David Murray Big Band Conducted by  Lawrence „Butch“ Morris (1991) oder South of the Border von 1992 mit.
Im Jahr 1981 wirkte Ragin bei der Aufnahme von Anthony Braxtons Composition 98 mit, 1982 spielte er mit dem Bassisten John Lindberg im Duo (Team Work), 1983 ging er mit Maynard Fergusons Band auf Tournee. 1984 nahm er auf dem unabhängigen Jazzlabel Cecma sein erstes Album unter eigenem Namen auf, Metaphysical Question in Triobesetzung mit John Lindberg und dem Perkussionisten Thurman Barker. In dieser Zeit nahm Ragin auch an Aufnahmen von John Lindbergs Bigband-Projekten teil (Trilogy of Works for Eleven Instrumentalists, 1984).
1987 trat er mit Roscoe Mitchell in der New Yorker Knitting Factory auf und wirkte an dessen ECM-Album Nine to Get Ready mit. In den 1990er Jahren war Ragin – außerhalb seiner Aktivitäten bei Murray – an Projekten von Butch Morris, Fred Wesley und dem Pianisten D. D. Jackson (Paired Down) beteiligt. Seit 2017 gehörte er dem Art Ensemble of Chicago an (We Are on the Edge: A 50th Anniversary Celebration).
Ragin unterrichtet am Oberlin College.

## Diskographische Hinweise
- Metaphysical Question (Cecma Records, aufgenommen 1984, erschienen 1989)
- Gallery (CIMP, 1998)
- An Afternoon in Harlem (Justin Time Records, 1999)
- Fanfare & Fiesta (Justin Time, 2001)
- Back to Saturn (Black Saint, 2001)
- Feel the Sunshine (Justin Time, 2002)
- Sound Pictures for Solo Trumpet (Hopscotch Records, 2002)
- Revelation (Justin Time, 2004)